# Олигофренологија
Олигофренологија је научна дисциплина која се бави рехабилитацијом, образовањем и социјалном заштитом особа са тешкоћама у менталном развоју.
Задатак олигофренологије јесте да открива узроке и последице настанка менталне заосталости и менталног обољења, да истражује услове и да одређује садржаје рада у процесу рехабилитације, образовања и социјалне заштите, да истражује методе, средства, принципе и облике реализације рехабилитационог процеса.
Предмет ове науке је рехабилитација, образовање и социјална заштита особа са тешкоћама у менталном развоју.